# Station Montabaur
Station Montabaur is een spoorwegstation in de Duitse plaats Montabaur. Het station werd in 2000 geopend aan de hogesnelheidslijn Köln - Rhein/Main. Ook stoptreinen op de regionale verbinding Limburg-Siershahn ("Unterwesterwaldbahn") stoppen hier. Het station ligt pal aan de A3. Het is ook geschikt voor forenzen naar Frankfurt of Keulen.